# Wacha Jewłojew
Wacha Sułambiekowicz Jewłojew (ros. Ваха Суламбекович Евлоев, ur. 26 lipca 1960) – radziecki zapaśnik walczący w stylu wolnym. Złoty medalista mistrzostw Europy w 1984. Wicemistrz świata juniorów w 1979. Mistrz ZSRR w 1984; drugi w 1983 i 1986; trzeci w 1981 roku.